# Elizabeth Cady Stanton
Pour les articles homonymes, voir Stanton.
Elizabeth Cady Stanton, née le 12 novembre 1815 à Johnstown (New York) et morte le 26 octobre 1902 à New York, est une féministe athée, abolitionniste et suffragiste américaine.

## Biographie

### Enfance
Elizabeth Cady Stanton naît dans une famille bourgeoise de Johnston dans l’État de New York. Son père, Daniel Cady, est un homme de loi éminent, élu au Congrès pour le Parti fédéraliste (États-Unis) de 1814 à 1817, qui devient ensuite le juge d’une cour de circuit et en 1847 juge de la Cour suprême de l’État de New York. Sa mère, Margaret Livingston Cady, est une descendante de colons hollandais, fille du colonel James Livingston, officier de l’armée continentale pendant la Révolution américaine.
Elizabeth est la huitième des onze enfants du couple. Au sein de cette grande fratrie, seule Elizabeth et quatre de ses sœurs parviennent à l’âge adulte ; Eleazar, le seul garçon de la famille Cady à survivre à l’enfance, meurt pour sa part à l’âge de vingt ans, juste après avoir été diplômé de l'Union College.

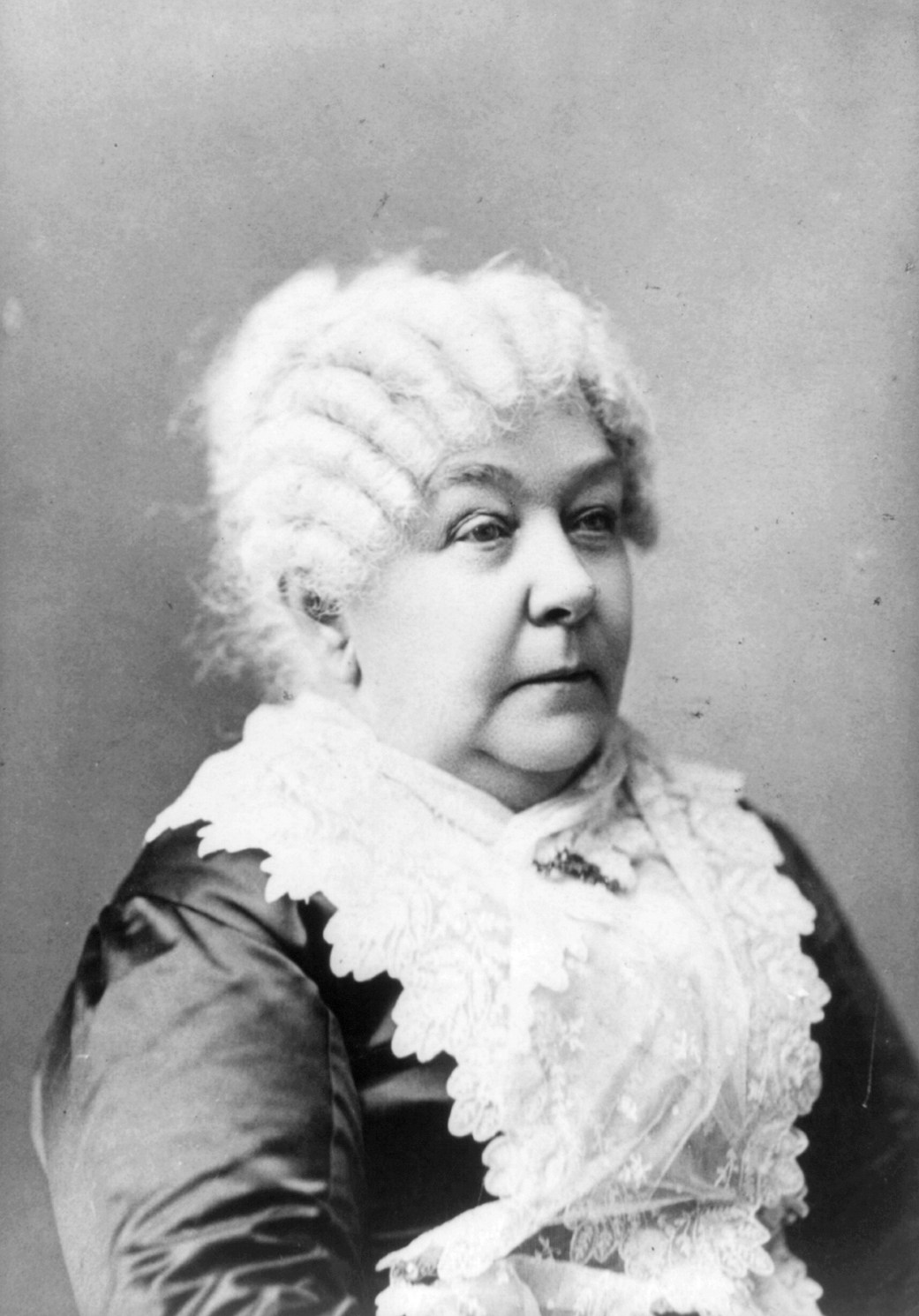
Elizabeth Cady Stanton.

Accablée par la mort successive de plusieurs de ses enfants, Margaret Cady semble avoir été plongée dans une dépression qui l’a tenue éloignée de l’éducation des enfants survivants. Le poids de l’éducation de la jeune Elizabeth repose pour une grande part sur sa sœur, Tryphena, de onze ans son aînée, et sur le mari de celle-ci, Edward Bayard, le fils d’un ancien sénateur du Delaware et un ancien camarade d’Eleazar à l’Union College qui a travaillé un temps comme apprenti chez le juge Cady. Elizabeth baigne pendant son enfance dans l’atmosphère de l’étude de son père qui reçoit très fréquemment de jeunes stagiaires. C’est en fréquentant le bureau de son père qu’elle se rend compte à quel point la loi favorise les hommes au détriment des femmes. Elle réalise qu'en vertu du principe de la coverture, les femmes mariées n’ont légalement aucun droit de propriété, aucun revenu propre ou n’exercent pas de droit de garde sur leurs propres enfants. Elle est régulièrement tourmentée à ce sujet par les clercs de l’étude de son père, au nombre desquels figure Edward Bayard. Ce dernier joue un grand rôle dans sa compréhension croissante de la hiérarchie des sexes inscrite dans le système juridique américain.
À la différence de beaucoup de femmes de cette période, Elizabeth reçoit une éducation solide. Elle fréquente une école mixte, la Johnstown Academy, où elle étudie le latin, le grec et les mathématiques jusqu’à l’âge de 16 ans et remporte plusieurs prix, notamment en grec. La mort de son frère, le seul garçon de la famille, est un traumatisme familial qui touche tout particulièrement son père. Elizabeth fait tout pour le réconforter, en l’assurant qu’elle essaiera d’être à l’image de son frère. La réponse de son père qui s’exclame qu’il aimerait tant qu’elle soit un garçon la laisse complètement désespérée. Comprenant à ces paroles que son père estime davantage les garçons que les filles, Stanton confie son désarroi à son voisin, le révérend Hosack qui, l’assurant de la confiance qu’il place en ses capacités, parvient à atténuer sa déception. Le révérend lui enseigne le grec, l’encourage à lire et lui confie même son lexique de latin. Ce soutien renforce la confiance et l’estime de soi de la jeune fille.

### Vie familiale

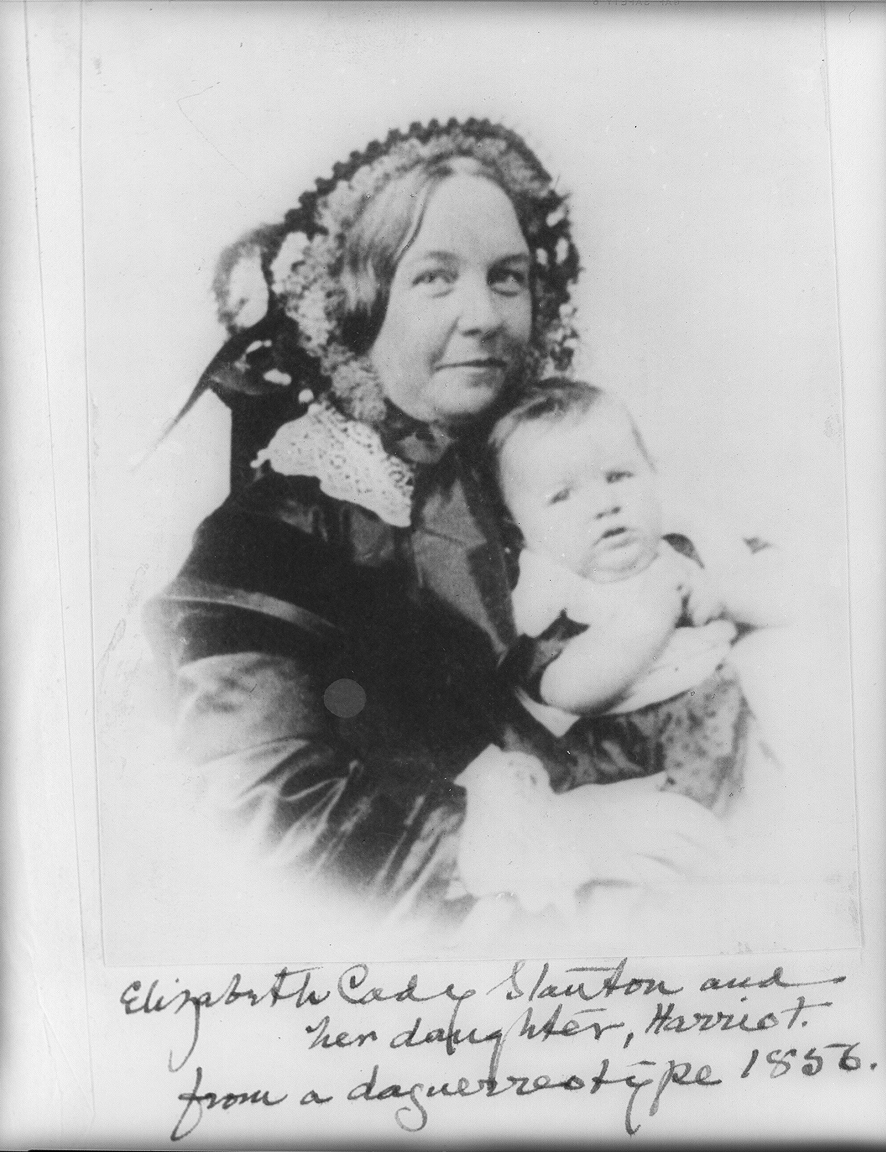
En 1856 avec sa fille Harriet.

C’est chez son cousin Gerrit Smith, un riche philanthrope réformateur, qu’Elizabeth Cady rencontre son futur mari, Henry Brewster Stanton (en). Journaliste libéral et orateur anti-esclavagiste, éduqué mais sans projet de carrière clairement défini, il ne correspond pas à l’idée que Daniel Cady se fait du gendre idéal. En dépit de ses fortes réserves, le couple se marie en 1840, tout en s’étant préalablement accordé pour qu’Elizabeth ne prononce pas les vœux d’obéissance à son mari. « J’ai obstinément refusé d’obéir à celui avec lequel j’étais censée entrer mais une relation égalitaire », écrit-elle dans ses mémoires. Le couple a six enfants entre 1842 et 1856, tous planifiés aux dires de Stanton selon le principe de la « maternité volontaire » (volontary motherhood). Seul le septième et dernier enfant, Robert, est un enfant inattendu, né en 1859 alors qu’Elizabeth Cady Stanton a 44 ans.
Peu après être rentrés de leur lune de miel en Europe, les Stanton s’installent au domicile des parents d’Elizabeth à Johnstown. Henry étudie le droit sous la férule de son beau-père jusqu’en 1843, date à laquelle le couple prend le chemin de Boston où Henry s’est placé dans un cabinet d’avocat. À Boston, Stanton s’épanouit au contact du milieu intellectuel réformateur qu’elle côtoie assidûment. Elle fréquente entre autres Frederick Douglass, William Lloyd Garrison, Louisa May Alcott ou Ralph Waldo Emerson.
Le mariage des Stanton n’est pas sans quelques tensions, liées aux opinions politiques de ses deux protagonistes. Relativement ouvert aux revendications féministes, Henry s’oppose cependant, comme son beau-père, au droit de vote pour les femmes. Les voyages et le travail d’Henry tiennent le couple plus souvent séparé que réuni. Cependant, les deux parties considérèrent leur mariage comme un succès total qui, après 47 ans de vie commune, ne prit fin qu’en 1887 à la mort d’Henry Stanton.
En 1847, préoccupés des effets néfastes que les hivers de Nouvelle-Angleterre infligeaient à la santé d’Henry, les Stanton quitte Boston pour la ville de Seneca Falls, située au nord du lac Cayuga, un des Finger Lakes de l’État de New York. Leur maison, achetée par le juge Cady, est située à quelque distance de la ville. Les quatre derniers enfants du couple – deux garçons et deux filles - naissent dans cette nouvelle maison. Bien qu’elle apprécie la maternité et qu’elle ait choisi d’assurer elle-même l’éducation de ses enfants, Stanton se montre insatisfaite et même déprimée par son isolement et le manque de stimulation intellectuelle procurée par la petite ville de Seneca Falls. En réponse à l’ennui et à la solitude, elle s’investit de manière croissante dans la vie sociale de la cité et tisse des liens avec les femmes des environs qui partagent sa disposition d’esprit. Elle est alors impliquée très directement dans la naissance du mouvement pour les droits des femmes sur le sol américain et contribue à lui donner une forme organisée.

### Engagement pour le droit des femmes

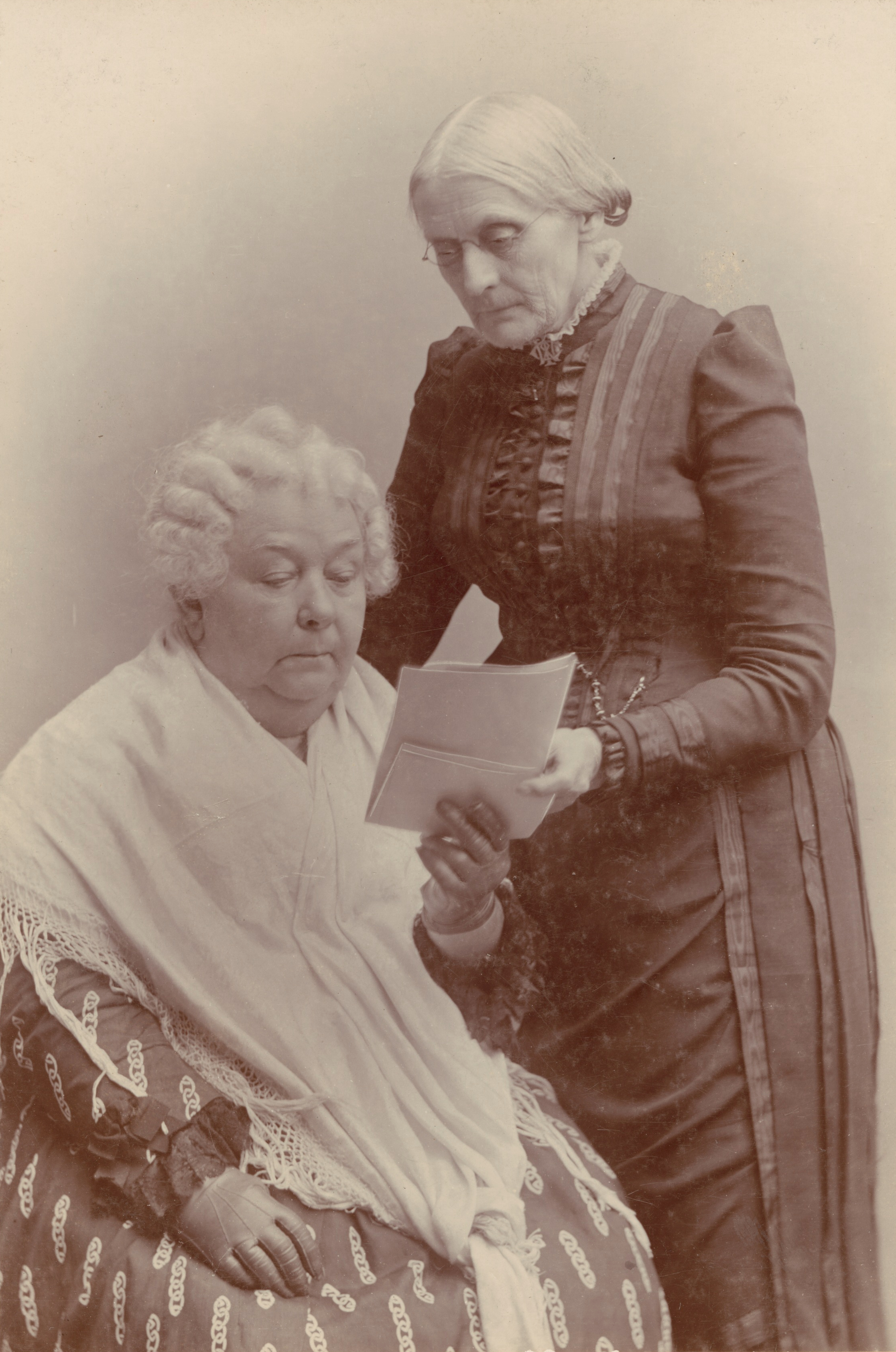
Avec Susan B. Anthony, vers 1900.

Peu après son mariage, Stanton assiste à une scène qui la frappe durablement et joue un rôle décisif dans son parcours militant. En guise de voyage de noces le jeune couple se rend à Londres pour la Convention internationale contre l’esclavage de 1840. À leur grande stupeur, les représentantes des délégations de Boston et de Philadelphie se voient dans un premier temps refuser l’entrée de la réunion, au motif qu’elles sont des femmes. Les protestations de quelques délégués et des heures de débats houleux leur ouvrent finalement les portes de la salle mais les femmes sont tenues de s’asseoir derrière un rideau qui les soustrait à la vue des participants masculins ; la prise de parole leur est bien entendu interdite. Elles sont rejointes par deux militants américains, William Lloyd Garrison et Nathaniel Peabody Rogers (en) qui, arrivés au milieu du débat, choisissent de partager leur infortune par solidarité. Venue pour accompagner son mari, Stanton partage l’indignation des déléguées officielles et se rapproche à cette occasion de Lucretia Mott, une militante d’expérience venue de Philadelphie, avec qui elle tisse des liens durables.
Stanton organise avec Lucretia Mott, Jane Hunt et quelques autres la « Convention de Seneca Falls » (Convention des droits de la femme), qui se tient à Seneca Falls les 19 et 20 juillet 1848 et constitue l'acte fondateur du mouvement pour les droits des femmes aux États-Unis. Elle y fait adopter un manifeste intitulé la « Déclaration des droits et des sentiments » dans lequel elle est parvenue à faire inclure la revendication du suffrage féminin.

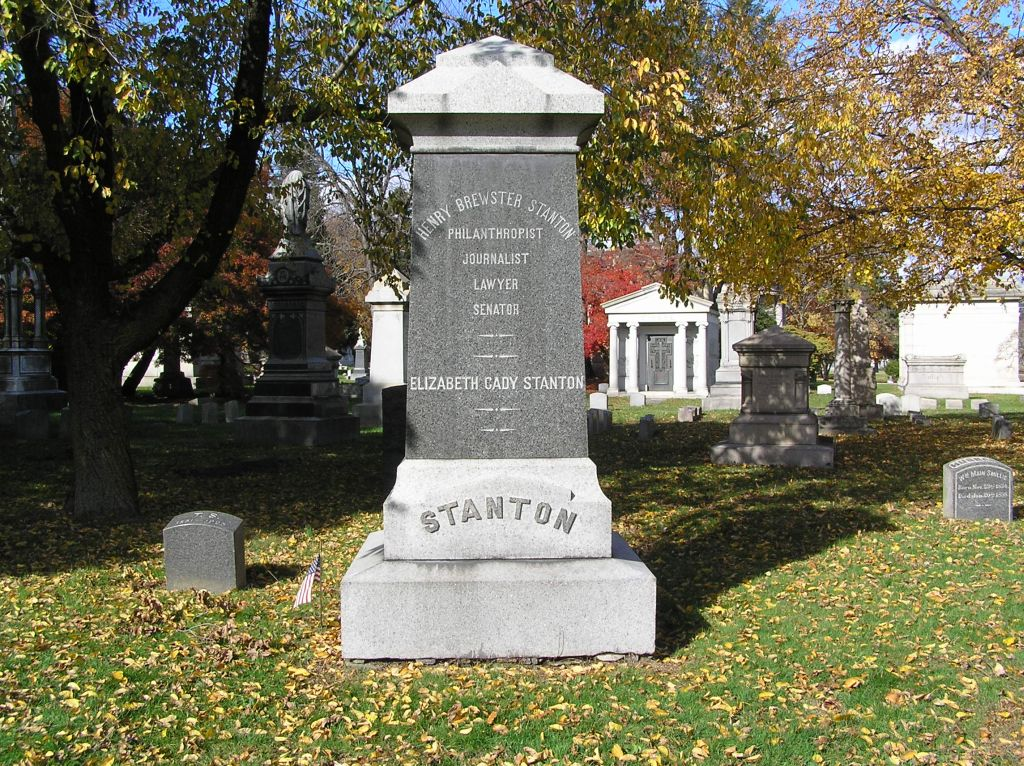
Monument pour Elizabeth Cady Stanton au cimetière de Woodlawn, Bronx, N.Y.

Pendant les années 1850, le droit de vote partage les préoccupations de Stanton avec la question de la réforme du statut des femmes mariées. Elle reprend à cette occasion le flambeau porté par certaines pionnières, comme Ernestine Rose, dans les années 1830. La jouissance de ses biens et de son salaire par l’épouse, le droit à l'héritage ou encore l’autonomie juridique sont autant de points sur lesquels Stanton s’attache à attirer l’attention du législateur. Elle s’attaque même à la libéralisation du divorce, domaine dans lequel elle fait figure de pionnière.
La rencontre avec Susan B. Anthony, orchestrée par Amelia Bloomer, est l’origine d’une association féconde. Pendant plusieurs décennies, les deux femmes travaillent de concert, se partageant les rôles en fonction de leur tempérament mais surtout des contraintes matérielles qui pèsent sur Stanton. Cette dernière mène en effet de front une carrière de mère et une carrière militante qui, à mesure qu’elle s’engage sur plusieurs fronts, exige une disponibilité toujours plus importante. Son journal est ainsi émaillé de scènes cocasses où elle doit simultanément faire face aux débordements de ses jeunes garçons et aux injonctions d’Anthony lui pressant de lui rendre au plus vite son prochain discours. Dans ce partage des tâches, Stanton joue le rôle de rédactrice tandis qu'Anthony se fait la porte-parole du mouvement, parcourant le pays en tous sens pour y répandre les idées jetées sur le papier par sa comparse.
Elle est nommée présidente de la « radicale » National Woman Suffrage Association qu'elle fonde avec Susan B. Anthony et Elizabeth Smith Miller, puis de celle qui lui succéda, la National American Woman Suffrage Association (NAWSA). Anna Howard Shaw, oratrice réputée du mouvement, prend la succession d'Elizabeth Cady Stanton lorsque celle-ci démissionne quatre ans plus tard.
Elle meurt le 26 octobre 1902, avant d'avoir pu assister à l'aboutissement du combat de toute sa vie avec l'adoption par le Congrès des États-Unis en 1919 de l'amendement sur le droit de vote des femmes.

### The Woman's Bible
La critique de la religion organisée est un thème récurrent du discours de Stanton, dont on trouve trace dès le début de son engagement public en 1848. Toutefois, c'est dans la dernière partie de sa vie, alors que les défenseurs des droits des femmes sont confrontés à l'intensification des attaques des évangéliques conservateurs, qu'elle approfondit réellement cette critique. En 1885, elle publie l'article « Has Christianity benefited woman ? » et tente l'année suivante de réunir un comité de révision, chargé d'étudier le discours tenu sur les femmes dans la Bible. Son projet avorte, puis renaît près de dix ans plus tard, en 1894 : Stanton parvient alors à réunir un petit groupe composé de théosophes et de libres-penseurs. C'est toutefois elle qui rédige l'essentiel des deux volumes de The Woman's Bible, publiés en 1895 et 1898. Loin de « réviser » la Bible, comme le laisserait penser son nom, le comité de révision sélectionne et interprète des passages misogynes de la Bible. Contestant l'origine divine du texte, Stanton l'étudie comme une construction historique dont l'Église établie, constituée par des hommes, s'est servie comme d'un instrument pour justifier la subordination des femmes.

## Descendance
Sa fille Harriett Stanton Blatch suivit ses traces pour continuer le combat pour les droits des femmes. Son fils Théodore Stanton est l'auteur de The Woman Question in Europe (1884), où il résume et analyse les travaux des écrivains comme Jules Simon, Julie-Victoire Daubié, Émile Deschanel, Eugène Pelletan, George Sand… pour ne citer que les Français. Il participe à Paris en 1878 au premier congrès international pour les droits des femmes.

## Hommages

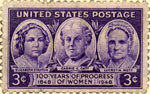
Timbre émis pour les 100 ans de la Convention de Seneca Falls. Elizabeth Stanton y est représentée à gauche.

En 1948, un timbre est émis pour les 100 ans de la Convention de Seneca Falls sur lequel y est représentée Elizabeth Stanton.
En 1973 a lieu sa cérémonie d'admission au musée consacré aux américaines illustres le National Women's Hall of Fame.

## Publications
- Eighty Years & More: Reminiscences 1815–1897. Northeastern University Press; Boston, 1993.  (ISBN 1-55553-137-7).
- (en) La Bible de la femme (Woman's Bible), commentaire de la Bible par E. Stanton, texte intégral